# Automet Apollo
Automet Apollo – autobus międzymiastowy typu kombi oraz autokar firmy Automet Sp. z o.o., produkowany w Sanoku od marca 2006 roku. Prototyp zadebiutował w Kielcach na targach Transexpo jesienią 2005 roku.

## Historia modelu
W 2004 roku powstał pierwszy prototyp małego autobusu międzymiastowego dalekobieżnego typu kombi Automet Apollo. Prototyp i późniejsze modele seryjne wykonane są na podwoziach Mercedes-Benz typ 970.24/Atego 1018L/1022L. Apollo przy długości 8,7 metra może maksymalnie zabrać 30 pasażerów na miejscach siedzących. Silnik jest umieszczony z przodu i napędza koła tylne. Początkowo miał on pojemność 4,2 dm³, występował w dwóch wersjach o mocy maksymalnej 177 KM lub 218 KM i spełniał wymogi normy Euro 3. Pierwsza seria produkcyjna Apollo z 2006 roku objęła co najmniej 6 sztuk, z których 4 sprzedano na Ukrainie (1 egzemplarz przerobiono na wersję lokalną). Model ten cały czas jest rozwijany, co przejawiło się m.in. w modernizacji stylistycznej ścian przedniej i tylnej dokonanej w 2006 roku. Dopracowano również wnętrze i wprowadzono silniki OM 904 LA (BlueTec 4) o mocy maksymalnej 130 kW (177 KM) oraz OM 924 LA (BlueTec 4) o mocy maksymalnej 160 kW (218 KM) spełniające normę Euro 4. Przednie zawieszenie mechaniczne tworzą resory paraboliczne ze stabilizatorem. Zawieszenie tylne jest pneumatyczne (H2). Większość elementów z tworzyw sztucznych w Apollo jest skonstruowana i produkowana w firmie Automet. Część dostarcza węgierska firma "Carbon Composites". W ramach dalszej modernizacji w modelach z 2008 roku znak firmowy Mercedes-Benz zniknął ze ściany przedniej autobusu, przekonstruowano kształt okien od strony stanowiska kierowcy, powiększono z 2,8 do 4 m³ pojemność luków podpodłogowych, poprawiono deskę rozdzielczą, zastosowano nowe fotele Autometu typ A800 z tkaniną firmy Schoepf. Powierzchnię bagażową można dodatkowo powiększyć przez montaż tylnego doczepianego bagażnika. W 2010 roku podczas targów Transexpo 2010 zaprezentowano przygotowaną dla odbiorcy zagranicznego, szkolną odmianę modelu Apollo o długości zwiększonej do 9,3 m. Wersja ta została dostosowana do przewozu 36 pasażerów na miejscach siedzących.
Poszycie zewnętrzne autobusu, wklejone do szkieletu, wykonano z materiałów odpornych na korozję – stali nierdzewnej, tworzyw sztucznych i aluminium. Szkielet nadwozia jest wykonany z kształtowników stalowych, poszycie zewnętrzne z laminatów poliestrowo-szklanych (ściana tyłu, przodu, nadkola zewnętrzne, zderzak przedni, tylny, pokrywa silnika), część poszycia stanowi blacha dwustronnie ocynkowana, klapy bagażników bocznych, serwisowych, akumulatora i tylnego wykonano z blachy aluminiowej. Okna są wklejane do nadwozia. Drzwi standardowo są wykonane z aluminium lub opcjonalnie jako konstrukcja sandwiczowa w technologii EMS.

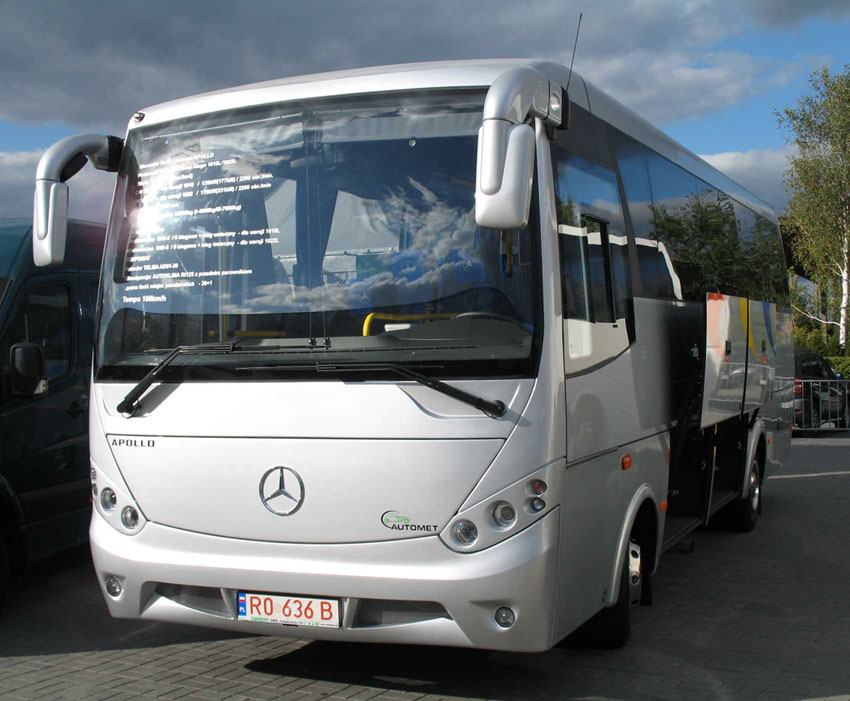
Automet Apollo po modernizacji z 2006 roku na targach Transexpo 2007 w Kielcach

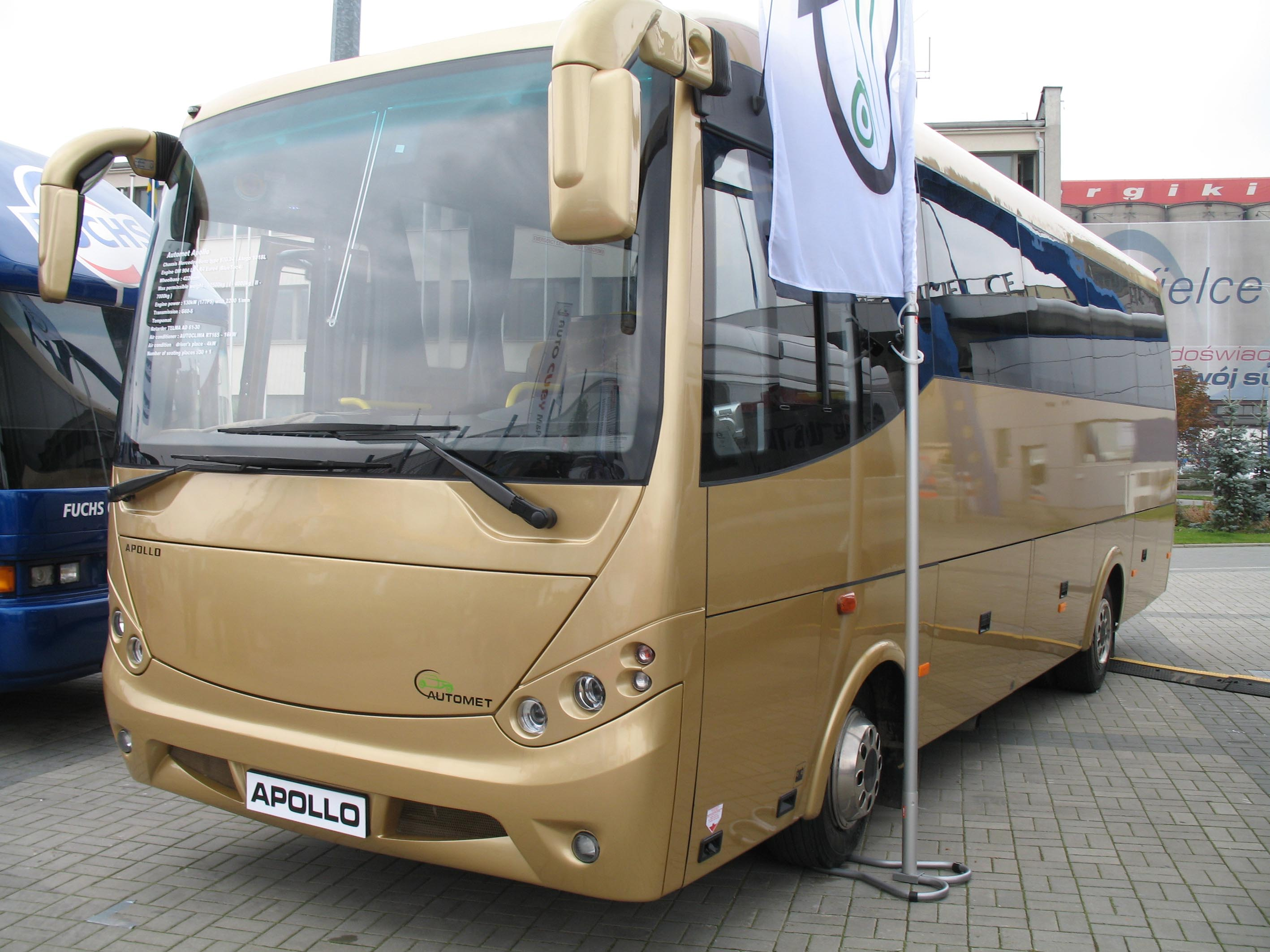
Automet Apollo po modernizacji z 2008 roku na targach Transexpo 2008

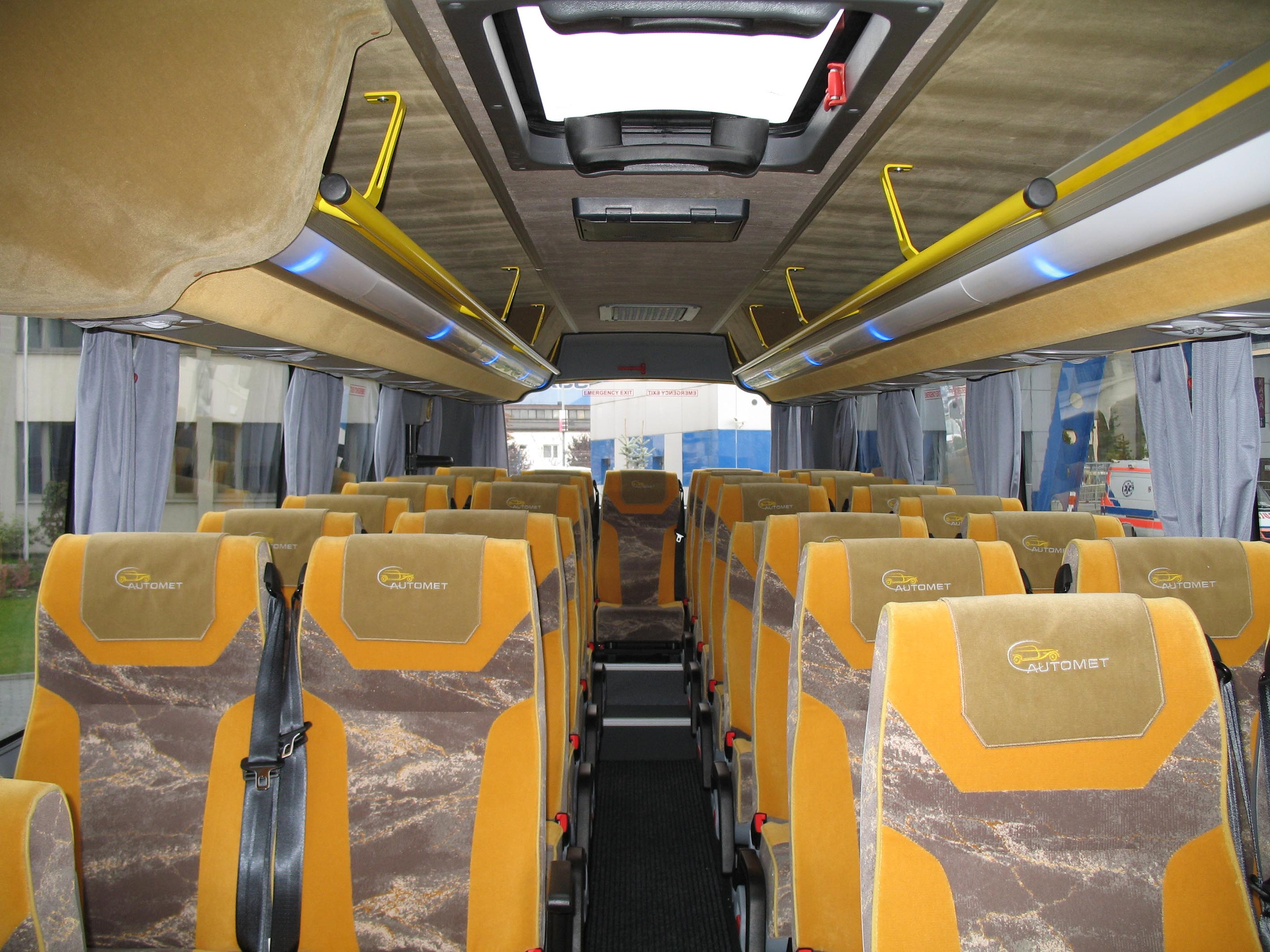
Wnętrze Automet Apollo z 2008 roku z fotelami firmy Automet, typ A800

We wnętrzu zamiast foteli Automet można zamontować opcjonalnie fotele firmy Vogel. Dodatkowe wyposażenie stanowią: zestaw wideo z dwoma monitorami, zestaw CD/DVD, mikrofon bezprzewodowy, lodówka o pojemności 40 l, automat do napojów, czujnik cofania, oraz lakier metalik. Stosowany jest klimatyzator dachowy Autoclimat RT165. W podwoziu można zastosować zwalniacz elektromagnetyczny (retarder) Telma AD 61-30 lub Telma AD 50-90. W wersji komfortowej takie elementy jak klimatyzator i zwalniacz znajdują się w wyposażeniu seryjnym.
Ze względu na polskie przepisy homologacyjne, które wymagają dla pojazdów na podwoziach ciężarówek kosztownych homologacji cząstkowych dla wszystkich ważnych elementów składowych, a nie tylko całego pojazdu, Apollo był początkowo sprzedawany w Polsce jedynie w pojedynczych egzemplarzach, traktowanych jak pojazdy eksperymentalne. Rozwijano jego eksport, początkowo głównie na Ukrainę, następnie na rynki krajów UE. Automet Apollo był prezentowany m.in. na targach IAA 2006 oraz IAA 2008 w Hanowerze. Apollo posiada dopuszczenie do ruchu Tempo 100 wydane w Niemczech. Początkowo sprzedawany był w takich krajach jak: Niemcy, Belgia, czy Finlandia. Następnie dołączyły również Austria, Holandia, Rumunia, Słowacja i Szwecja. Ze względu na współpracę produkcyjną z firmami węgierskimi modele Apollo mogą być również w tym kraju sprzedawane. Rozważano nawet uruchomienie tam montażu tego autobusu.
Początkowa zdolność produkcyjna modelu Apollo wynosiła 1 szt. miesięcznie, czyli 12 sztuk rocznie, co nie zaspokajało popytu. Po adaptacji kolejnej hali produkcyjnej, jesienią 2008 zwiększyła się ona do 2 szt. miesięcznie, czyli do 24 sztuk rocznie. W 2008 roku Automet Apollo uzyskał pełną homologację i może być sprzedawany bez ograniczeń na rynku krajowym. W 2008 roku wyprodukowano 15 sztuk.
Od 2008 roku przedstawicielem firmy Automet w krajach beneluxu jest firma "Automet Benelux bvba" z siedzibą w Kortrijk. Wzięła ona udział w targach Busworld 2009 w tym mieście. Do czasu targów sprzedała w Belgii co najmniej 6 szt. modelu Apollo, w tym dwa autobusy do przewozów szkolnych. Apollo oferowany jest w wersji podstawowej i komfortowej.

## Automet Apollo HD
Pod koniec 2010 roku powstał prototyp autokaru Automet Apollo 970.28 HD o zwiększonej do 9,8 m długości oraz podwyższonym pokładzie. Ta wersja nie posiada jeszcze homologacji, a pierwszy egzemplarz został sprzedany za granicę. Drugi powstanie pod koniec 2011 roku.
Autokar ten może być napędzany przez silniki Mercedes-Benz OM 924 LA (R4) Euro 5 dla podwozia typu Mercedes-Benz Atego 1222L, oraz Mercedes-Benz OM 906 LA (R6) Euro 5 dla podwozia typu Mercedes-Benz Atego 1224L.
Wnętrze o wysokości 2 metry jest dostępne w trzech wersjach rozlokowania foteli. Po zainstalowaniu z tyłu autokaru toalety i serwisu gastronomicznego w autobusie mieści się 28 pasażerów. Bez tego wyposażenia może być ich 35 bądź przy zmniejszeniu odległości między fotelami z lewej strony – aż 39.